# Petar Bakić
Petar IV. Bakić de Lach (Split, 28. rujna 1670. – Križovljan, 5. srpnja 1749.), je bio srijemski i đakovačko-bosanski biskup.

## Životopis
Petar Bakić se rodio 28. rujna 1670. godine u splitskoj plemićkoj obitelji. Nakon završetka studija teologije dolazi 1694. godine kao misionar u Slavoniju i južnu Ugarsku te povremeno na područja oko Beograda i Temišvara. Za svećenika se zaredio 17. prosinca 1695. Godine 1697. postaje tumač "ilirskog jezika" na bečkom dvoru. Od 1710. godine obnaša dužnost srijemskog biskupa, na čiju poziciju ga imenuje car Josip I. 
Kao veliki misionar oslobođenih podunavskih krajeva 24. travnja 1716. godine, biva izabran za đakovačko-bosanskog biskupa te 7. prosinca iste godine i potvrđen. Za biskupa je posvećen 18. svibnja 1717. godine. U Đakovu proširuje katedralu, opremivši je potrebnim sakralnim predmetima, liturgijskim ruhom i orguljama 1728. godine. Uz crkveno-pastoralnu obnovu biskupije dao se i na gospodarsku obnovu biskupskog vlastelinstva. Napravio je popis stanovništva i svega posjeda. Osim toga, obnovio je ratarstvo te izgradio nove žitnice i sadio napuštene vinograde u Trnavi i u bližoj okolici Ðakova. Obnovio je biskupski dvor, Ðakovo povezao sa Slavonijom novoizgrađenim putovima preko vlastelinskih šuma i Dilja prema Slavonskom Brodu te prema Osijeku. Na tim putovima je podigao 18 mostova.
Kako je biskup Bakić došao u sukob s vojnom i komorskom upravom zbog oduzimanja dijelova vlastelinstva kod formiranja Vojne krajine, te u sukob s podanicima zbog svoje strogoće i s đakovačkim franjevcima zbog uvođenja tridentskog zakonodavstva u pastoralnoj službi u biskupiji, bio je maknut iz Ðakova, a vlastelinstvo stavljeno pod prinudnu upravu komore. U njegovoj je odsutnosti vidno opalo gospodarstvo, a posebice ergela. Zbog sukoba s franjevcima i državom, 1729. godine pokrenuta je protiv njega istraga, nakon koje mu je privremeno oduzeta uprava biskupijskim dobrima, te je zakupio i živio u dvorcu Križovljan Grad. Marija Terezija ga je rehabilitirala, i 1740. godine darovala mu maruševačko-križovljanski posjed. Nakon smrti, darovnicom koju je potvrdio 12. siječnja 1752. godine Banski sud u Zagrebu, posjed je naslijedio bratov unuk Pavao Bakić.

### Spistaljeski rad
Napisao je dva dragocjena spisa, "Zapovidi" i "Opis vlastelinstva", a većina starijih povjesničari se pozivala na njegove manuskripte. U "Zapovidima" detaljno određuje svakodnevni život na selu biskupskog vlastelinstva. Da bi na selu uzdigao stočarstvo, i uopće unaprijedio seoski život, odredio je da seljaci, njegovi podanici, moraju držati kvalitetnu stoku, graditi staje i svinjce te gospodarske zgrade. Osnovao je pripusne postaje po cijelom vlastelinstvu. Bio je iznimno strog prema onima koji se nisu pridržavali njegovih odredbi.
Nažalost, manuskript "Opis vlastelinstva" je izgubljen, ali je poznato da sadrži detaljne opise gospodarstva, konja, krupne i sitne stoke, psa ovčara, lovačkih pasa. U njemu spominje hrvatske pasmine: hrvatskog ovčara, posavskog i istarskog goniča te dalmatinskog psa. Naime, na vlastelinstvu, bogatom šumama i šikarama, bilo je bogatih lovišta različite divljači pa su biskupi uzgajali više vrsta lovačkih pasa te ih čak prodavali u više europskih zemalja.
Na latinskom jeziku je 1725. sastavio popis sela Đakovštine. Popis je objavljen 1831. godine na hrvatskom jeziku u publikaciji "Novi i stari kalendar slavonski", a latinski je tekst 1891. godine objavio Tadija Smičiklas.

### Obnova ergele Lipicanaca
Nakon povlačenja Turaka, biskup Patačić je 1706. započeo s obnovom devastirane ergele Lipicanaca nabavivši iz Carigrada 18 arapskih kobila i 8 pastuha. Njegov nasljednik biskup Bakić podigao je nove staje za 250 konja i obnovio srednjovjekovnu tradiciju uzgoja konja. U njegovim se stajama nalazilo preko 220 grla. Biskup Bakić je 1719. godine nabavio iz Egipta 30 arapskih kobila i isto toliko ždrijebaca, a platio ih je slavonskim hrastovima za gradnju brodova. U svojoj je ergeli 1728. godine imao 86 arapskih kobila, 5 ždrijebaca i 288 grla podmlatka, a izvan ergele još 170 jahačih konja.

## Vanjske poveznice
- Službena stranica Ergele Đakocvo
- Stranica www.misna-vina.com - Povijest  Arhivirana inačica izvorne stranice od 10. ožujka 2012. (Wayback Machine)
- http://zakon.pravos.hr/~alauc/rad7.htm  Arhivirana inačica izvorne stranice od 11. ožujka 2010. (Wayback Machine)
- http://www.cestica.hr/hr/6/krizovljangradski-gospodari/  Arhivirana inačica izvorne stranice od 31. prosinca 2008. (Wayback Machine)

| Prethodnik:  | Đakovačko-osječka nadbiskupija | Nasljednik:             |
| Đuro Patačić | Đakovačko-osječka nadbiskupija | Franjo Baltazar Thauszy |